# Flugunfall der Tupolew Tu-134 LZ-TUR der Balkan Bulgarian Airlines
Der Flugunfall der Tupolew Tu-134 LZ-TUR der Balkan Bulgarian Airlines ereignete sich am 10. Januar 1984. An diesem Tag verunglückte eine mit 50 Insassen auf einem internationalen Linienflug von Ost-Berlin nach Sofia befindliche Tupolew Tu-134 der Balkan Bulgarian Airlines kurz vor der geplanten Landung.

## Maschine
Bei der betroffenen Maschine handelte es sich um eine 1974 gebaute Tupolew Tu-134A, welche die Werksnummer 4352308 sowie die Modellseriennummer 23-08 trug und zum Zeitpunkt des Unfalls neun Jahre und acht Monate alt war. Der Erstflug der Maschine erfolgte im Mai 1974. Noch im selben Monat wurde die Tu-134 an die Balkan Bulgarian Airlines ausgeliefert und bei dieser mit dem Luftfahrzeugkennzeichen LZ-TUR in Betrieb genommen. Das zweistrahlige Kurzstrecken-Schmalrumpfflugzeug war mit 72 Sitzplätzen für Passagiere sowie zwei Mantelstromtriebwerken des Typs Solowjow D-30 II ausgestattet.

## Passagiere und Besatzung
An Bord der Maschine befanden sich eine fünfköpfige Besatzung sowie 45 Passagiere, von denen sieben Personen DDR-Bürger waren. Flugkapitän der Maschine war Kyril Welinow (Кирил Велинов). Der Erste Offizier, welcher in Berlin im Cockpit der Maschine Platz genommen hatte, musste seinen Platz räumen, als kurz vor dem Abflug ein Inspektor der staatlichen bulgarischen Luftfahrtinspektion zustieg und dem Ersten Offizier befahl zu gehen.
| Staatsangehörigkeit             | Passagiere | Besatzung | Gesamt |
| ------------------------------- | ---------- | --------- | ------ |
| Deutsche Demokratische Republik | 7          | –         | 7      |
| Bulgarien                       | 38         | 5         | 43     |
| Gesamt                          | 45         | 5         | 50     |

## Unfallhergang
Die Maschine startete um 16:40 Uhr vom Flughafen Berlin-Schönefeld zu einem Linienflug nach Sofia. Der Anflug auf den Zielflughafen wurde bei Dunkelheit während eines Schneesturms bei schlechter Sicht durchgeführt. Der Kapitän unternahm den Versuch, die Maschine unter die Entscheidungshöhe sinken zu lassen, um Sichtkontakt mit Referenzpunkten am Boden herzustellen. Nachdem der Kapitän spät erkannte, dass seine Entscheidung fehlerhaft gewesen war, beschloss er in einer Höhe von 80 bis 100 Metern, ein Durchstarten einzuleiten. In den nächsten Augenblicken streifte die Tupolew Baumwipfel und eine Stromleitung und stürzte um 19:38 Uhr in einer Entfernung von 4,2 Kilometern von der Landebahn in den Kuhstall eines landwirtschaftlichen Genossenschaftsbetriebs (TKZS) und brannte aus, niemand überlebte.

## Ursachen
Als unfallursächlich wurde zunächst die Entscheidung der Cockpitbesatzung angegeben, den Anflug unterhalb des Gleitpfades fortzusetzen, obwohl kein Sichtkontakt mit der Landebahn hergestellt werden konnte. 
Nach dem politischen Umbruch in Bulgarien (Postsozialismus) erschien im Jahr 1994 ein Buch des Autors Tswetan Tsakow. Hierin schildert er, wie Auswertungen des Cockpit Voice Recorders ergaben hätten, dass der Kapitän seitens des zugestiegenen Inspektors dazu genötigt worden war, den Anflug blind durchzuführen:
I: "Командире, заповядвам ви да изпълните сляпо кацане, само по уреди" ("Kapitän, ich befehle Ihnen, blind zu landen, nur mit Instrumenten")

K: "При тази буря, дъжд и гръмотевици?" ("In diesem Sturm, bei Niederschlag und Gewitter?")

I: "Спусни пердетата и изпълнявай!" ("Vorhänge herunterklappen und durchführen!")

K: "Вие луд ли сте, другарю проверяващ - ще се пребием всички!" ("Sind Sie verrückt, Genosse Inspektor? Wir werden alle draufgehen!")

Die Obduktion der Absturzopfer habe zudem ergeben, dass es nach dem Absturz zunächst Überlebende gegeben hatte. In den Lungen einiger Opfer wurden Spuren zerkleinerter Kreide gefunden. Bei den Löscharbeiten an der Absturzstelle waren die Feuerwehrleute angewiesen, den Brand mithilfe von Kreide zu ersticken, anstatt ihn mit Löschschaum zu löschen. Die pathologischen Befunde lassen den Rückschluss zu, dass einige Opfer, die den Absturz überlebt hatten, durch die Löscharbeiten der Feuerwehr erstickt wurden.